# Конрад Черняк
Конрад Черняк (пол. Konrad Czerniak, 11 липня 1989) — польський плавець.
Учасник Олімпійських Ігор 2012, 2016 років.
Призер Чемпіонату світу з водних видів спорту 2011, 2013, 2015 років.
Чемпіон Європи з водних видів спорту 2014 року, призер 2010, 2016, 2018 років.
Чемпіон Європи з плавання на короткій воді 2011 року, призер 2017 року.